# Ladislav Molnár
Ladislav Molnár (Sládkovičovo, 12 september 1960) is een voormalig voetbaldoelman uit Slowakije. Hij beëindigde zijn loopbaan in 1999 en stapte nadien het trainersvak in.

## Interlandcarrière
Molnár speelde in totaal 24 keer voor het Slowaakse nationale elftal in de periode 1994-1997. Onder leiding van bondscoach Jozef Vengloš maakte hij zijn debuut op 4 februari 1994 in de vriendschappelijke wedstrijd in Sharjah tegen Egypte, die met 1-0 werd verloren. Dat was het tweede officiële duel van Slowakije sinds de vreedzame ontmanteling van Tsjecho-Slowakije. Zijn voornaamste concurrenten in de jaren negentig waren Alexander Vencel en Miroslav König.
Voorafgaand aan Molnárs interlandcarrière bij Slowakije speelde hij ook één interland voor het toenmalige Tsjecho-Slowakije. Dat betrof een WK-kwalificatiewedstrijd op 27 oktober 1993 tegen Cyprus (3-0-overwinning), onder leiding van bondscoach Václav Ježek.

## Erelijst
Slovan Bratislava
- Slowaaks landskampioen

1984, 1985, 1986
- Slowaakse beker

1984
 FC Košice
- Slowaaks landskampioen

1997, 1998
 FK Inter Bratislava
- Beker van Tsjecho-Slowakije

1990